# Craugastor cruzi
Espèce
Synonymes
- Eleutherodactylus cruzi McCranie, Savage & Wilson, 1989

Statut de conservation UICN

 CR A2ace; B1ab(iii,v)+2ab(iii,v) : 
En danger critique
Craugastor cruzi est une espèce d'amphibiens de la famille des Craugastoridae.

## Répartition
Cette espèce est endémique du département d'Atlántida au Honduras. Elle se rencontre à 1 520 m d'altitude sur le versant Sud du Cerro Búfalo dans la cordillère Nombre de Dios.

## Description
Les mâles mesurent de 26,9 à 32,6 mm.

## Étymologie
Cette espèce est nommée en l'honneur de Gustavo A. Cruz Díaz.

## Publication originale
- McCranie, Savage & Wilson, 1989 : Description of two new species of the Eleutherodactylus milesi group (Amphibia: Anura: Leptodactylidae) from northern Honduras. Proceedings of the Biological Society of Washington, vol. 102, no 2, p. 483-490 (texte intégral).